# Oleg Némchenko
Oleg Némchenko –en ruso, Олег Немченко– (22 de noviembre de 1974) es un deportista ruso que compitió en lucha grecorromana. Ganó una medalla de bronce en el Campeonato Europeo de Lucha de 1997, en la categoría de 54 kg.

## Palmarés internacional
| Campeonato Europeo | Campeonato Europeo  | Campeonato Europeo | Campeonato Europeo |
| Año                | Lugar               | Medalla            | Categoría          |
| ------------------ | ------------------- | ------------------ | ------------------ |
| 1997               | Kouvola (Finlandia) | Medalla de bronce  | 54 kg              |